# Trabajadores de Energia
Trabajadores de Energia ist ein Jazzalbum von Daniel Carter, Adriana Camacho und Federico Ughi. Die am 31. März 2023 im Studio Extrabeat in Rom entstandenen Aufnahmen erschienen am 27. Oktober 2023 auf 577 Records.

## Hintergrund
Der  New Yorker Saxophonist Daniel Carter tat sich für diese Session mit der in Mexiko-Stadt lebenden Bassistin Adriana Camacho und dem Schlagzeuger und Produzenten Federico Ughi zusammen. Nach 22 Jahren der Arbeit im Duo erweiterten Carter und Ughi ihre Gruppe zu einem Trio; die drei Musiker lernten sich in Italien während der internationalen Musikresidenz „Sounds of Freedom“ kennen, die in die Trio-Aufnahme Trabajadores de Energia mündete.

## Titelliste
- Daniel Carter, Adriana Camacho, Federico Ughi: Trabajadores de Energia (577 Records)

1. Oltre La Montagna, Il Mare
2. Amanecer

Die Kompositionen stammen von Daniel Carter, Adriana Camacho und Federico Ughi:.

## Rezeption

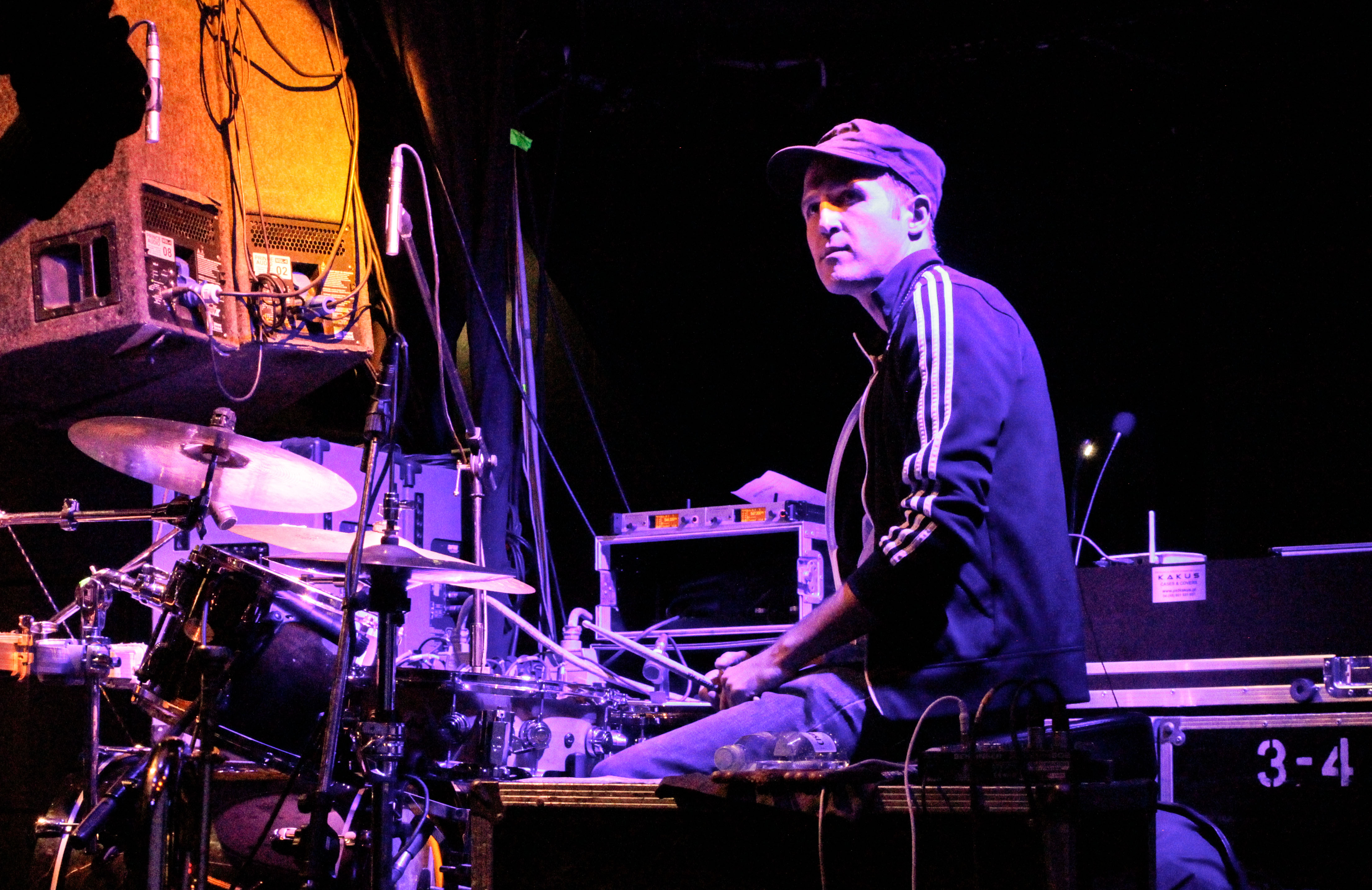
Federico Ughi (2015)

Musik dieser Art könnte sich grundsätzlich der Spekulation überlassen, gehe aber [in diesem Fall] glücklicherweise niemals Kompromisse ein, schrieb Mark Corroto in All About Jazz. Es gebe [genug] Raum und es auch ruhige Momente; es gebe auch eine Affinität zu Gedanken, Reaktionen und Erfindungen, die die lauen Handlungen der meisten [anderen Musiker] leicht beschämen könnte. Aber darum gehe es in Trabajadores de Energia nie, denn es beweise zweifelsohne, welch hohes Konversations- und Dialogniveau möglich und nötig ist, wenn man nur zuhört.